# Cảng sông Việt Nam

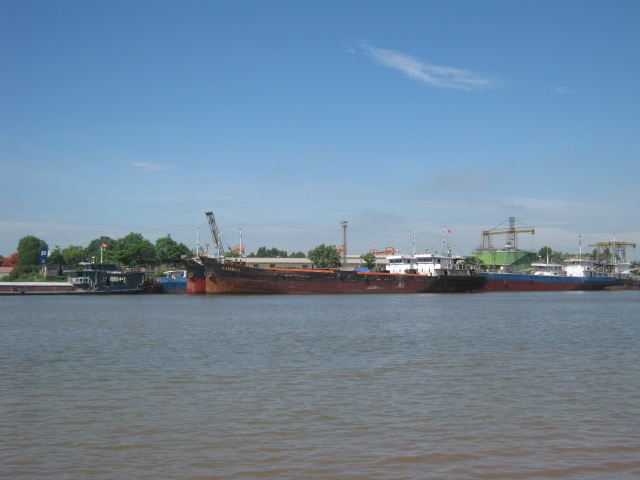
Cảng Ninh Phúc ở thành phố Hoa Lư, Ninh Bình

Cảng sông Việt Nam (cảng nội địa Việt Nam) được quản lý bởi Cục Đường thủy nội địa Việt Nam
thuộc Bộ Giao thông Vận tải Việt Nam trong khi các cảng biển Việt Nam được quản lý bởi Cục Hàng Hải Việt Nam. Cảng sông Việt Nam được phân loại theo quy mô (cảng đầu mối, cảng địa phương, cảng chuyên dùng) hoặc chức năng (cảng hàng hóa là cảng tổng hợp và cảng hành khách là cảng du lịch).

## Danh sách cảng sông
Danh sách các cảng sông quốc gia đến 2020 được công bố trong Quyết định Số: 1071/QĐ-BGTVT ngày 24 tháng 4 năm 2013 Phê duyệt điều chỉnh Quy hoạch tổng thể phát triển giao thông vận tải Đường thủy nội địa Việt Nam đến năm 2020, định hướng đến năm 2030 được thống kê theo các bảng phía dưới.
Trong danh sách các cảng hàng hóa, cảng có công suất hoạt động lớn nhất là cảng Ninh Phúc, đến năm 2030 cảng Ninh Phúc và cảng Ninh Phúc mở rộng có công suất lên tới 8.5 triệu tấn/năm. Tiếp theo là các cảng Chèm - Thượng Cát 4.5 triệu tấn/năm, cảng Trường Thọ 3,6 triệu tấn/năm, cảng Phù Đổng mới 3 triệu tấn/năm; cảng Việt Trì 3 triệu tấn/năm.
Các cảng có thể cho tàu biển cỡ 5000 DWT cập bến nằm ở phía Nam thuộc khu vực Tp HCM gồm: Cảng Bourbon Bến Lức, Cảng Thành Tài, Cảng Phước Đông, Cảng Phương Quân (Long An); Cảng Long Bình (TP HCM); Cảng Hà Đức; Cảng Nhơn Trạch; Cảng Tín Nghĩa; Cảng TRACOMECO	(Đồng Nai).
Địa phương có năng lực vận tải đường sông lớn dựa theo tổng công suất các cảng là: Hà Nội 24 triệu tấn/năm, Long An 10,3 triệu tấn/năm, Tp HCM 10,1 triệu tấn/năm, Ninh Bình 9 triệu tấn/năm, Đồng Nai 7,2 triệu tấn/năm, Phú Thọ 5 triệu tấn/năm. 

### Cảng hàng hóa
| Tên cảng                                                                    | Tỉnh, thành phố       | Cỡ tàu lớn nhất đến năm 2020 (T) | Công suất đến năm 2020 (Ngàn T/năm) | Cỡ tàu lớn nhất đến năm 2030 (T) | Công suất đến năm 2030 (Ngàn T/năm) |            |
| --------------------------------------------------------------------------- | --------------------- | -------------------------------- | ----------------------------------- | -------------------------------- | ----------------------------------- | ---------- |
| Các cảng vùng hồ thủy điện Lai Châu (XD mới)                                | Lai Châu              | 200                              | 200                                 | 200                              | 300                                 |            |
| Các cảng vùng hồ thủy điện Sơn La (XD mới)                                  | Sơn La                | 200                              | 300                                 | 200                              | 500                                 |            |
| Các cảng vùng hồ thủy điện Tuyên Quang (XD mới)                             | Tuyên Quang, Hà Giang | 200                              | 200                                 | 200                              | 300                                 |            |
| Cảng Á Lữ                                                                   | Bắc Giang             | 400                              | 600                                 | 400                              | 800                                 |            |
| Cảng An Hòa                                                                 | Hải Phòng             | 1.000                            | 200                                 | 1.000                            | 300                                 |            |
| Cảng An Phước                                                               | Vĩnh Long             | 2.000                            | 300                                 | 2.000                            | 500                                 | Cảng chính |
| Cảng An Sơn                                                                 | Bình Dương            | 1.000                            | 1.000                               | 1.000                            | 1.500                               |            |
| Cảng Âu Lâu                                                                 | Yên Bái               | 200                              | 150                                 | 200                              | 300                                 |            |
| Cảng Ba Cấp                                                                 | Hòa Bình              | 200                              | 300                                 | 200                              | 500                                 |            |
| Cảng Bắc Hà Nội                                                             | Hả Nội                | 800                              | 800                                 | 800                              | 1.200                               |            |
| Cảng Bạc Liêu                                                               | Bạc Liêu              | 500                              | 300                                 | 1.000                            | 500                                 |            |
| Cảng Bảo Mai                                                                | Đồng Tháp             | 3.000                            | 300                                 | 5.000                            | 500                                 |            |
| Cảng Bến Hồ                                                                 | Bắc Ninh              | 600                              | 300                                 | 600                              | 500                                 |            |
| Cảng Bến Kéo                                                                | Tây Ninh              | 1.000                            | 1.000                               | 1.000                            | 1.500                               | Cảng chính |
| Cảng Bến Súc                                                                | Bình Dương            | 1.000                            | 1.000                               | 1.000                            | 1.500                               | Cảng chính |
| Cảng Bích Hạ                                                                | Hòa Bình              | 200                              | 150                                 | 200                              | 300                                 |            |
| Cảng Bình Long                                                              | An Giang              | 1.000                            | 300                                 | 3.000                            | 600                                 | Cảng chính |
| Cảng BMT (xây mới)                                                          | Long An               | 3.000                            | 400                                 | 5.000                            | 800                                 |            |
| Cảng bốc xếp hàng hóa An Giang                                              | An Giang              | 1.000                            | 300                                 | 1.000                            | 500                                 |            |
| Cảng Bourbon An Hòa (xây mới)                                               | Tây Ninh              | 2.000                            | 600                                 | 2.000                            | 1.000                               |            |
| Cảng Bourbon Bến Lức                                                        | Long An               | 5.000                            | 1.500                               | 5.000                            | 2.500                               |            |
| Cảng Cái Côn                                                                | Sóc Trăng             | 500                              | 300                                 | 1.000                            | 500                                 |            |
| Cảng Cần Giuộc (xây mới)                                                    | Long An               | 1.000                            | 300                                 | 2.000                            | 500                                 |            |
| Cảng Cầu Yên                                                                | Ninh Bình             | 400                              | 200                                 | 400                              | 500                                 |            |
| Cảng Cây Khế (xây mới)                                                      | Bà Rịa-Vũng Tàu       | 1.000                            | 500                                 | 2.000                            | 1.000                               |            |
| Cảng Chẹ                                                                    | Hà Nội                | 300                              | 1.200                               | 300                              | 1.500                               |            |
| Cảng Chèm - Thượng Cát                                                      | Hà Nội                | 800                              | 3.500                               | 800                              | 4.500                               |            |
| Cảng Chiêm Hóa (XD mớỉ)                                                     | Tuyên Quang           | 200                              | 150                                 | 200                              | 300                                 |            |
| Cảng Chu Phan                                                               | Hà Nội                | 800                              | 500                                 | 800                              | 800                                 |            |
| Cảng Cơ khí công trình 2                                                    | Long An               | 1.000                            | 200                                 | 1.000                            | 400                                 |            |
| Cảng Cống Câu                                                               | Hải Dương             | 600                              | 800                                 | 600                              | 1.500                               |            |
| Cảng công ty vật tư Hậu Giang                                               | Cần Thơ               | 1.000                            | 300                                 | 1.000                            | 400                                 |            |
| Cảng Đa Phúc                                                                | Hà Nội, Thái Nguyên   | 400                              | 700                                 | 600                              | 1.500                               | Cảng chính |
| Cảng Đáp Cầu                                                                | Bắc Ninh              | 400                              | 500                                 | 400                              | 700                                 |            |
| Cảng Đò Lèn                                                                 | Thanh Hóa             | 1.000                            | 1.400                               | 1.000                            | 1.400                               |            |
| Cảng Đoan Hùng                                                              | Phú Thọ               | 300                              | 200                                 | 300                              | 500                                 |            |
| Cảng Đông Hà                                                                | Quảng Trị             | 1.000                            | 300                                 | 1.000                            | 300                                 |            |
| Cảng Đức Bác                                                                | Vĩnh Phúc             | 600                              | 500                                 | 600                              | 800                                 |            |
| Cảng Đức Giang                                                              | Hà Nội                | 600                              | 500                                 | 600                              | 800                                 |            |
| Cảng Đức Long                                                               | Bắc Ninh              | 600                              | 300                                 | 600                              | 800                                 |            |
| Cảng Dương Nhật                                                             | Quảng Ninh            | 600                              | 200                                 | 600                              | 300                                 |            |
| Cảng Dữu Lâu                                                                | Phú Thọ               | 300                              | 250                                 | 300                              | 350                                 |            |
| Cảng Hà Đức                                                                 | Đồng Nai              | 5.000                            | 1.000                               | 5.000                            | 1.500                               |            |
| Cảng Hà Nội                                                                 | Hà Nội                | 1.000                            | 500                                 | 1.000                            | 500                                 | Cảng chính |
| Cảng Hải Linh                                                               | Phú Thọ               | 600                              | 200                                 | 600                              | 350                                 |            |
| Cảng Hiệp                                                                   | Thái Bình             | 400                              | 200                                 | 400                              | 350                                 |            |
| Cảng Hộ Độ (XD mới)                                                         | Hà Tĩnh               | 1.000                            | 500                                 | 1.000                            | 500                                 |            |
| Cảng Hộ Phòng (xây mới)                                                     | Bạc Liêu              | 1.000                            | 500                                 | 1.000                            | 800                                 |            |
| Cảng Hòa Bình                                                               | Hòa Bình              | 400                              | 550                                 | 600                              | 700                                 | Cảng chính |
| Cảng Hoàng Long                                                             | Long An               | 2.000                            | 300                                 | 1.000                            | 600                                 |            |
| Cảng Hoàng Nam                                                              | Hòa Bình              | 200                              | 100                                 | 200                              | 150                                 |            |
| Cảng Hoàng Tuấn                                                             | Long An               | 1.000                            | 300                                 | 1.000                            | 600                                 |            |
| Cảng Hội An                                                                 | Quảng Nam             | 300                              | 300                                 | 300                              | 300                                 |            |
| Cảng Hồng Hà                                                                | Hà Nội                | 800                              | 1.000                               | 800                              | 2.000                               |            |
| Cảng Hồng Vân                                                               | Hà Nội                | 800                              | 300                                 | 800                              | 800                                 |            |
| Cảng Hưng Yên                                                               | Hưng Yên              | 1.000                            | 350                                 | 1.000                            | 500                                 |            |
| Cảng Hương Lý                                                               | Yên Bái               | 400                              | 300                                 | 400                              | 500                                 |            |
| Cảng Huỳnh Lâm                                                              | Cần Thơ               | 2.000                            | 400                                 | 5.000                            | 800                                 |            |
| Cảng Ka Long                                                                | Quảng Ninh            | 600                              | 300                                 | 600                              | 500                                 |            |
| Cảng Kênh Vàng                                                              | Bắc Ninh              | 600                              | 300                                 | 600                              | 500                                 |            |
| Cảng Kho 3                                                                  | Hòa Bình              | 200                              | 200                                 | 200                              | 300                                 |            |
| Cảng Khu CN Thốt Nốt                                                        | Cần Thơ               | 2.000                            | 300                                 | 2.000                            | 500                                 |            |
| Cảng Khuyến Lương                                                           | Hà Nội                | 1.000                            | 1.700                               | 1.000                            | 2.500                               | Cảng chính |
| Cảng Kim Tín (xây mới)                                                      | Long An               | 3.000                            | 400                                 | 5.000                            | 800                                 |            |
| Cảng Lê Thạch                                                               | Tiền Giang            | 2.000                            | 300                                 | 3.000                            | 500                                 |            |
| Cảng Long Bình                                                              | TP HCM                | 5.000                            | 2.000                               | 5.000                            | 2.500                               | Cảng chính |
| Cảng Long Đức                                                               | Trà Vinh              | 2.000                            | 400                                 | 2.000                            | 600                                 | Cảng chính |
| Cảng Long Hưng                                                              | Sóc Trăng             | 500                              | 300                                 | 1.000                            | 500                                 |            |
| Cảng Lục Cẩu (XD mới)                                                       | Lào Cai               | 200                              | 120                                 | 200                              | 300                                 |            |
| Cảng Lương thực Sông Hậu                                                    | Cần Thơ               | 2.000                            | 400                                 | 2.000                            | 500                                 |            |
| Cảng Mai Lâm                                                                | Hà Nội                | 600                              | 300                                 | 600                              | 500                                 |            |
| Cảng Mễ Sở                                                                  | Hưng Yên              | 1.000                            | 350                                 | 1.000                            | 500                                 |            |
| Cảng Mông Sơn                                                               | Yên Bái               | 400                              | 200                                 | 400                              | 300                                 |            |
| Cảng Mỹ An                                                                  | Vĩnh Long             | 2.000                            | 300                                 | 3.000                            | 500                                 |            |
| Cảng Na Hang (XD mới)                                                       | Tuyên Quang           | 100                              | 100                                 | 100                              | 200                                 |            |
| Cảng Nam Cầu Trắng                                                          | Quảng Ninh            | 2.000                            | 550                                 | 2.000                            | 970                                 |            |
| Cảng Nam Định (XD mới)                                                      | Nam Định              | 1.000                            | 500                                 | 1.000                            | 800                                 |            |
| Cảng Nam Kinh                                                               | Hà Nam                | 300                              | 200                                 | 300                              | 300                                 |            |
| Cảng Ngã Năm                                                                | Sóc Trăng             | 500                              | 300                                 | 1.000                            | 500                                 |            |
| Cảng Ngọc Tháp                                                              | Phú Thọ               | 200                              | 200                                 | 200                              | 500                                 |            |
| Cảng Nhơn Đức (xây mới)                                                     | TP HCM                | 3.000                            | 700                                 | 3.000                            | 1.500                               | Cảng chính |
| Cảng Nhơn Trạch                                                             | Đồng Nai              | 5.000                            | 1.000                               | 5.000                            | 1.500                               |            |
| Cảng Như Thụy                                                               | Vĩnh Phúc             | 600                              | 500                                 | 600                              | 800                                 |            |
| Cảng Ninh Bình                                                              | Ninh Bình             | 1.000                            | 500                                 | 1.000                            | 500                                 | Cảng chính |
| Cảng Ninh Phúc                                                              | Ninh Bình             | 3.000                            | 2.500                               | 3.000                            | 3.500                               | Cảng chính |
| Cảng Ninh Phúc mới                                                          | Ninh Bình             | 3.000                            | 3.000                               | 3.000                            | 4.500                               |            |
| Cảng nông sản thực phẩm Tiền Giang                                          | Tiền Giang            | 2.000                            | 600                                 | 3.000                            | 1.200                               |            |
| Cảng ông Đốc (xây mới)                                                      | Cà Mau                | 1.000                            | 400                                 | 1.000                            | 700                                 |            |
| Cảng Phố Mới                                                                | Lào Cai               | 200                              | 150                                 | 200                              | 300                                 |            |
| Cảng Phú Định                                                               | TP HCM                | 3.000                            | 1.500                               | 3.000                            | 2.500                               | Cảng chính |
| Cảng Phù Đổng (XD mới)                                                      | Hà Nội                | 800                              | 2.540                               | 800                              | 3.000                               | Cảng chính |
| Cảng Phú Thái                                                               | Hải Dương             | 600                              | 500                                 | 600                              | 800                                 |            |
| Cảng Phúc Thành                                                             | Cần Thơ               | 2.000                            | 300                                 | 2.000                            | 500                                 |            |
| Cảng Phước Đông                                                             | Long An               | 5.000                            | 300                                 | 5.000                            | 500                                 |            |
| Cảng Phương Quân                                                            | Long An               | 5.000                            | 300                                 | 5.000                            | 500                                 |            |
| Cảng Quảng Phúc                                                             | Quảng Bình            | 1.000                            | 600                                 | 1.000                            | 600                                 |            |
| Cảng Quảng Thuận (cảng Ba Đồn)                                              | Quảng Bình            | 1.000                            | 500                                 | 1.000                            | 500                                 |            |
| Cảng Quang Vinh                                                             | Vĩnh Long             | 1.000                            | 200                                 | 2.000                            | 300                                 |            |
| Cảng Rạch Bắp                                                               | Bình Dương            | 1.000                            | 500                                 | 1.000                            | 800                                 |            |
| Cảng Sa Kỳ                                                                  | Quảng Ngãi            | 1.000                            | 500                                 | 1.000                            | 500                                 |            |
| Cảng Sở Dầu                                                                 | Hải Phòng             | 1.000                            | 1.500                               | 1.000                            | 1.800                               |            |
| Cảng Sóc Trăng                                                              | Sóc Trăng             | 500                              | 300                                 | 1.000                            | 500                                 |            |
| Cảng Sơn Tây                                                                | Hà Nội                | 800                              | 1.200                               | 800                              | 2.500                               |            |
| Cảng sông Sa Đéc                                                            | Đồng Tháp             | 500                              | 300                                 | 1.000                            | 400                                 | Cảng chính |
| Cảng Tạ Hộc                                                                 | Sơn La                | 200                              | 200                                 | 200                              | 350                                 |            |
| Cảng Tắc Cậu                                                                | Kiên Giang            | 1.000                            | 400                                 | 2.000                            | 600                                 | Cảng chính |
| Cảng Tân An (xây mới)                                                       | Long An               | 1.000                            | 500                                 | 1.000                            | 1.000                               |            |
| Cảng Tân Châu (xây mới)                                                     | An Giang              | 2.000                            | 500                                 | 5.000                            | 1.000                               |            |
| Cảng Tân Đệ                                                                 | Thái Bình             | 1.000                            | 200                                 | 1.000                            | 500                                 |            |
| Cảng Tế Tiêu                                                                | Hà Nội                | 300                              | 200                                 | 300                              | 300                                 |            |
| Cảng Thái Bình                                                              | Thái Bình             | 600                              | 500                                 | 600                              | 700                                 |            |
| Cảng Thạnh Phước                                                            | Bình Dương            | 2.000                            | 500                                 | 2.000                            | 1.000                               |            |
| Cảng Thanh Phước (xây mới)                                                  | Tây Ninh              | 2.000                            | 800                                 | 2.000                            | 1.000                               |            |
| Cảng Thành Tài                                                              | Long An               | 5.000                            | 500                                 | 5.000                            | 800                                 |            |
| Cảng Thanh Trì                                                              | Hà Nội                | 800                              | 700                                 | 800                              | 1.500                               |            |
| Cảng Thiên Lộc Thành (xây mới)                                              | Long An               | 3.000                            | 700                                 | 5.000                            | 1.300                               |            |
| Cảng Thủy Bộ Đồng Nai                                                       | Đồng Nai              | 1.000                            | 400                                 | 1.000                            | 700                                 |            |
| Cảng Tiên Kiều                                                              | Hải Dương             | 600                              | 500                                 | 600                              | 800                                 |            |
| Cảng Tín Nghĩa                                                              | Đồng Nai              | 5.000                            | 1.000                               | 5.000                            | 2.000                               |            |
| Cảng Toàn Quốc (xây mới)                                                    | Vĩnh Long             | 2.000                            | 300                                 | 2.000                            | 400                                 |            |
| Cảng tổng hợp Bản Két                                                       | Sơn La                | 200                              | 200                                 | 200                              | 300                                 |            |
| Cảng TRACOMECO                                                              | Đồng Nai              | 5.000                            | 1.000                               | 5.000                            | 1.500                               |            |
| Cảng Triều Dương                                                            | Hưng Yên              | 600                              | 300                                 | 600                              | 500                                 |            |
| Cảng Trung Hà                                                               | Phú Thọ               | 300                              | 150                                 | 300                              | 300                                 |            |
| Cảng Trường Nguyên                                                          | Hải Phòng             | 1.000                            | 300                                 | 1.000                            | 500                                 |            |
| Cảng Tuyên Quang                                                            | T. Quang              | 200                              | 300                                 | 200                              | 500                                 |            |
| Cảng Văn Phú                                                                | Yên Bái               | 200                              | 500                                 | 200                              | 1.000                               |            |
| Cảng Vạn Yên                                                                | Sơn La                | 200                              | 150                                 | 200                              | 300                                 |            |
| Cảng Vạn Điểm- Phú Xuyên                                                    | Hà Nội                | 800                              | 1.500                               | 800                              | 2.500                               |            |
| Cảng Vị Thanh (xây mới)                                                     | Hậu Giang             | 500                              | 500                                 | 1.000                            | 700                                 |            |
| Cảng Việt Trì                                                               | Phú Thọ               | 800                              | 2.000                               | 800                              | 3.000                               | Cảng chính |
| Cảng Vĩnh Thịnh                                                             | Vĩnh Phúc             | 600                              | 500                                 | 600                              | 800                                 |            |
| Cảng xếp dỡ Cà Mau                                                          | Cà Mau                | 1.000                            | 300                                 | 1.000                            | 600                                 |            |
| Cảng Yên Lệnh                                                               | Hà Nam                | 600                              | 200                                 | 600                              | 500                                 |            |
| Khu cảng Trường Thọ gồm các cảng: Phúc Long, ICD Tây Nam, ICD3-Phước Long…) | TP HCM                | 2.000                            | 3.000                               | 2.000                            | 3.600                               | Cảng chính |

### Cảng hành khách
- Cảng hành khách: gồm 20 cảng, công suất quy hoạch đến năm 2020 là 5,52 triệu lượt khách/năm. Cụ thể như sau: Cảng khách Hà Nội, Cảng khách Sơn Tây, Cảng khách Bát Tràng, Cảng khách Hải Phòng, Cảng khách Cát Bà, Cảng khách Tuần Châu, Cảng khách Bãi Cháy, Cảng khách Cái Rồng, Cảng khách Cẩm Phả, Cảng khách Hưng Yên, Cảng khách Bình Minh, Cảng khách Thái Bình, Cảng khách Nam Định (chuyển đổi từ cảng Nam Định hiện hữu), Cảng khách Ninh Bình, Cảng khách Việt Trì, Cảng khách Phú Thọ, Các cảng khách hồ Hòa Bình, Các cảng khách vùng hồ thủy điện Sơn La, Các cảng khách vùng hồ thủy điện Thác Bà, Các cảng khách vùng hồ thủy điện Tuyên Quang.
- Cảng hành khách phía Nam: gồm 17 cảng, công suất quy hoạch đến năm 2020 là 29 triệu lượt hành khách/năm. Cụ thể như sau: Cảng khách TPHCM, Cảng khách Cần Thơ, Cảng khách Cầu Đá, Cảng khách Tân An, Cảng khách Mỹ Tho, Cảng khách Cao Lãnh, Cảng khách Trà Vinh, Cảng khách Vĩnh Long, Cảng khách Bến Tre, Cảng khách Long Xuyên, Cảng khách Châu Đốc, Cảng khách Rạch Giá, Cảng khách Hà Tiên, Cảng khách Sóc Trăng, Cảng khách Cà Mau, Cảng khách Năm Căn, Cảng khách ông Đốc.

### Cảng chuyên dùng
Hệ thống cảng chuyên dùng gồm:
- Nhóm cảng xuất than: Cảng than Cửa Ông, Mông Dương, Km6 Cẩm Phả, Cọc 5 Hòn Gai, Nam Cầu Trắng, Diễn Vọng, Điền Công...
- Nhóm cảng nhập xăng dầu: Đức Giang, Hải Dương, Thái Bình, Nam Định, Hải Phòng, Ninh Bình...
- Nhóm cảng của các nhà máy: Thủy điện Sơn La, Nhà máy nhiệt điện Ninh Bình, Phả Lại...

## Cảng sông là luồng hàng hải
Năm 2015, Một số doanh nghiệp khai thác cảng thủy nội địa kiến nghị được đăng tải các thông tin về cảng thủy nội địa tiếp nhận tàu biển Việt Nam và phương tiện thủy nước ngoài trên Cổng Thông tin điện tử của Bộ Giao thông vận tải; đồng thời được kết nối với danh sách cảng biển trên Trang thông tin điện tử của Cục Hàng hải Việt Nam, nhằm quảng bá thông tin về cảng để phục vụ kinh doanh khai thác cảng được thuận lợi. Cục Đường thủy nội địa Việt Nam đã tổng hợp danh sách các cảng thủy nội địa tiếp nhận tàu biển Việt Nam và phương tiện thủy nước ngoài.
Danh sách cảng thủy nội địa tiếp nhận tàu biển Việt Nam và phương tiện thủy nước ngoài do Bộ giao thông vận tải công bố.
1. Cảng bến Kiền,	Km 3+200 – km 3+850, bờ Phải sông Cấm
2. Cảng Chinfon,	Km 1+660 – km 1+800, bờ Phải sông Đá Bạch
3. Cảng Phúc Sơn,	Km 0 – km 0+501, bờ Trái sông Kinh Thày
4. Cảng Hoàng Thạch,	Bờ Phải sông Mạo Khê
5. Cảng Đông Bắc,	Vịnh Bái Tử Long
6. Cảng Phú Thái,	Km 19+600 – km 19+900, bờ Phải sông Kinh Môn
7. Cảng Hoàng Gia,	Km 11+690 – km 12+00, bờ Phải sông Kinh Môn
8. Cảng Ninh Phúc,	Km 72, bờ Phải sông Đáy
9. Cảng xăng dầu dầu khí Ninh Bình,	Km 71+800 – Km 71+830, bờ Phải sông Đáy
10. Cảng Long Sơn,	Km 65+500, bờ Phải sông Đáy
11. Cảng đạm Ninh Bình, (Cảng Tiến Hưng cũ)	Km 69+990 – km 70+340, bờ Phải sông Đáy
12. Cảng Vissai,	Km 72+676 – km 72+976, bờ Phải sông Đáy
13. Cảng Hải Long,	Km 73+536 – km 73+740, bờ Trái sông Đáy
14. Cảng Phúc Lộc,	Km 71+250 – km 71+770; km 71+830- km 72+760, bờ Phải sông Đáy
15. Cảng An Long,	Km 12+850, bờ Trái sông Vàm Cỏ Đông
16. Cảng Hoàng Tuấn, Km 18+320 – km 18+520 và Km 19+010 – km 19+100, bờ Trái sông Vàm Cỏ Đông
17. Cảng Bourbon Bến Lức,	Km 19+959 – km20+350, bờ Trái sông Vàm Cỏ Đông
18. Cảng Thành Tài,	Km 32+600, bờ Trái sông Vàm Cỏ Đông
19. Cảng Long Bình,	Km 32+781 – km 33+578, bờ Phải sông Đồng Nai
20. Cảng Xi măng Sài Gòn,	Km 33+500 – km 33+578, bờ Phải sông Đồng Nai
21. Cảng Bình Long,	 Km 192+420 – km 192+800, bờ Phải sông Hậu
22. Cảng Long Đức,	Km 47+450 – 47+550, bờ Phải sông Cổ Chiên
23. Cảng Công ty TNHH sản xuất và thương mại Quang Vinh,	Km 97+270 – km 97+329, bờ Phải sông Cổ Chiên
24. Cảng Bảo Mai,	Km 142+456 – km 142+557, bờ Trái sông Hậu
25. Cảng vận tải tổng hợp Hậu Giang,	Km 5+490,5 – km 5+523,5 bờ Phải, rạch Cần Thơ
26. Cảng hành khách Châu Đốc,	Km 216+244 – km 216+356, bờ Phải sông Hậu
27. Cảng Mê Kông,	Km 124 + 510 đến Km 124 +614 bờ Phải sông Tiền